# Błędne Skały

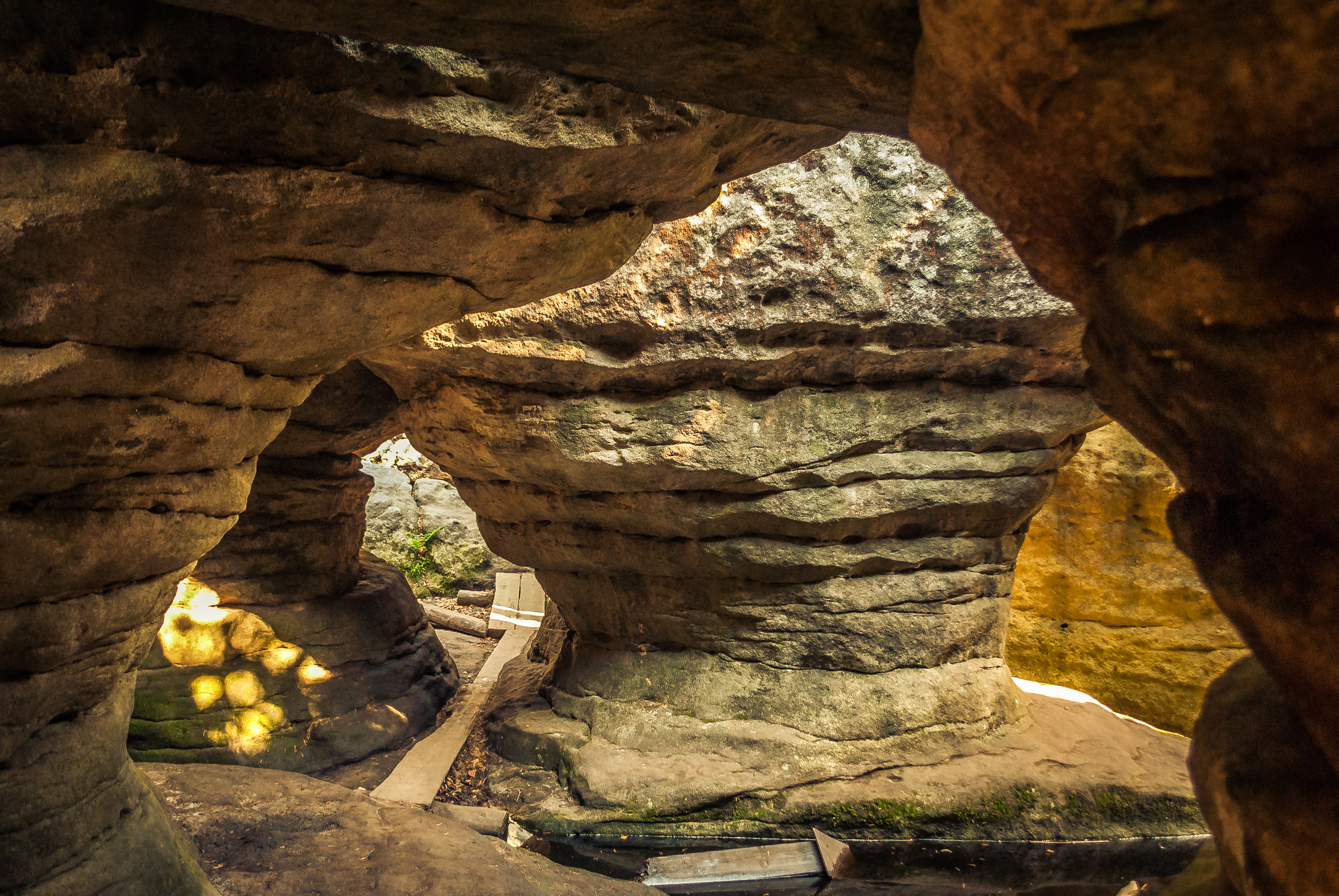
Corredores

Błędne Skały (alemán: Wilde Löcher, español: Rocas Erróneas) es un complejo de bloques de roca a una altitud de 853 m sobre el nivel del mar, que forman un pintoresco laberinto (ciudad rocosa), situado en el suroeste de Polonia, en los Sudetes centrales, en los Montes Mesa.

## Ubicación
El laberinto se encuentra en el parque nacional de los Montes Mesa e incluye la parte noroeste de Stoliwa Skalniak. Está situado entre Kudowa-Zdrój y Karłów, cerca de la frontera con la República Checa. La ciudad más cercana es Bukowina Kłodzka. La zona, de unas 21 hectáreas, era una reserva natural (hasta la creación del parque nacional de los Montes Mesa).

## Fundación

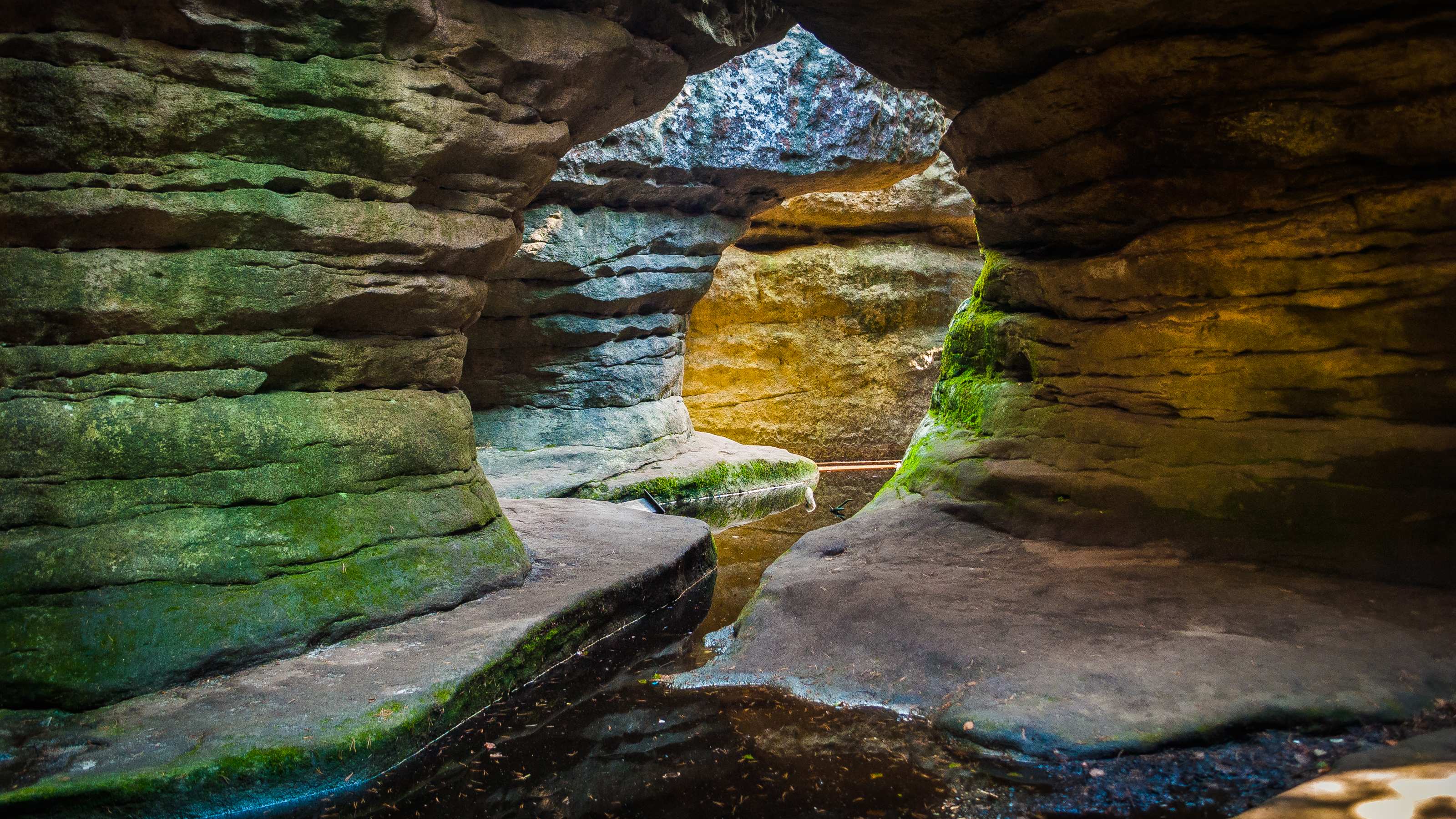
Corredores

En el fondo del mar del Cretácico Superior se depositaron gruesas capas de arenisca. En el Terciario, durante la orogenia alpina, fueron expulsados junto con toda la región de los Sudetes. A esto le siguió un largo período de erosión. Como consecuencia de la resistencia desigual de las distintas capas de roca a la meteorización y del ensanchamiento de las fisuras que cruzan el macizo en tres direcciones, se crearon corredores de anchura variable, de varios metros de profundidad.

## Rutas de senderismo
Por Błędne Skały pasan dos rutas de senderismo:
- ruta amarilla de Duszniki-Zdrój a Karłów
- ruta verde de Polanica-Zdrój a Karłowo,

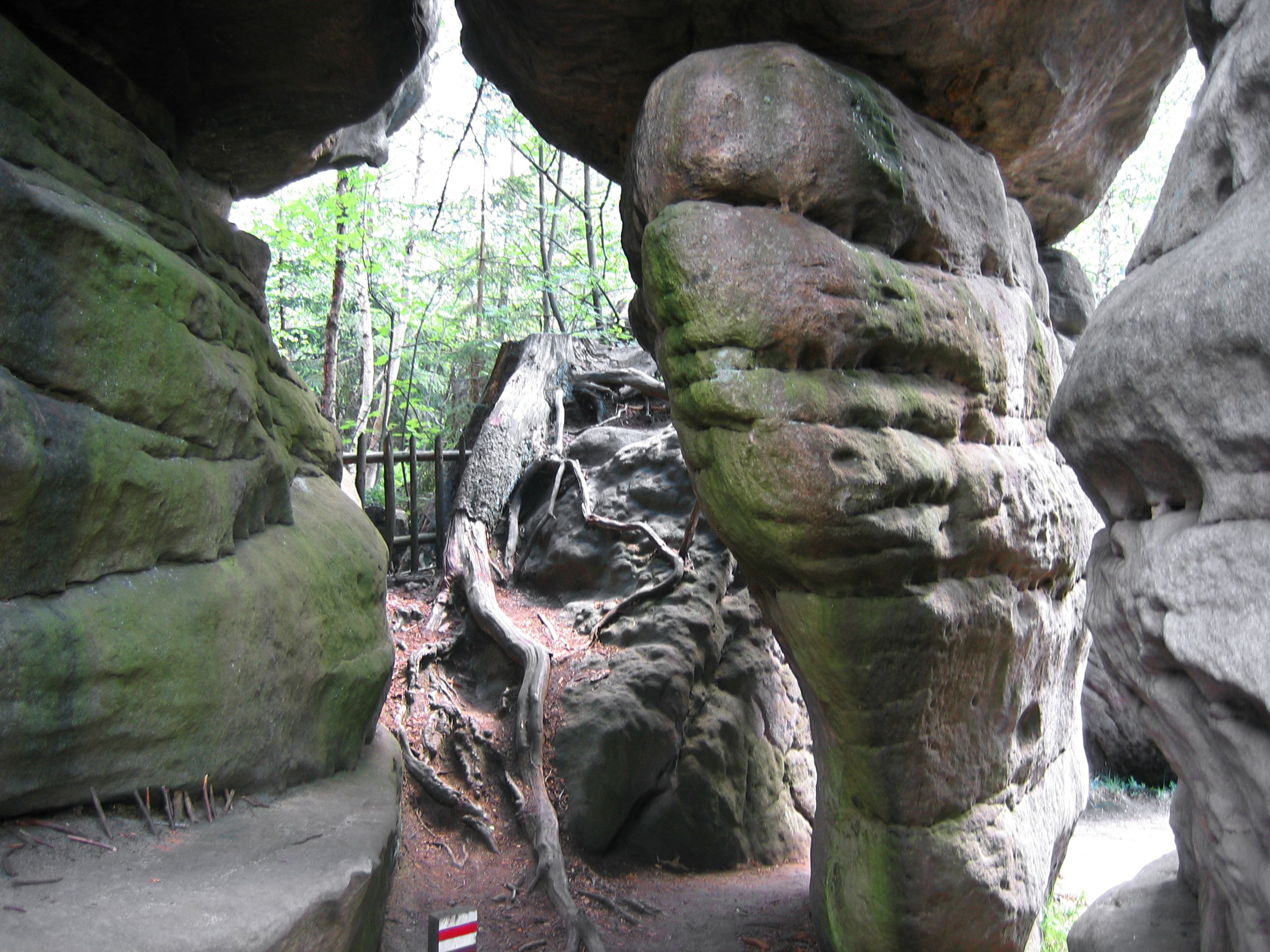
La roca llamada El Barco

- La roca llamada El BarcoUna ruta turística de varios cientos de metros de longitud discurre entre diversas formaciones rocosas como mazas, setas o pilares.[1] Algunas de las rocas tienen sus propios nombres, como Stołowy Głaz, Tunel, Kuchnia o Kurza Stopka.[1] En los lugares más estrechos, los turistas tienen que meterse por grietas en la roca de varias decenas de centímetros.[1]

## Nombre

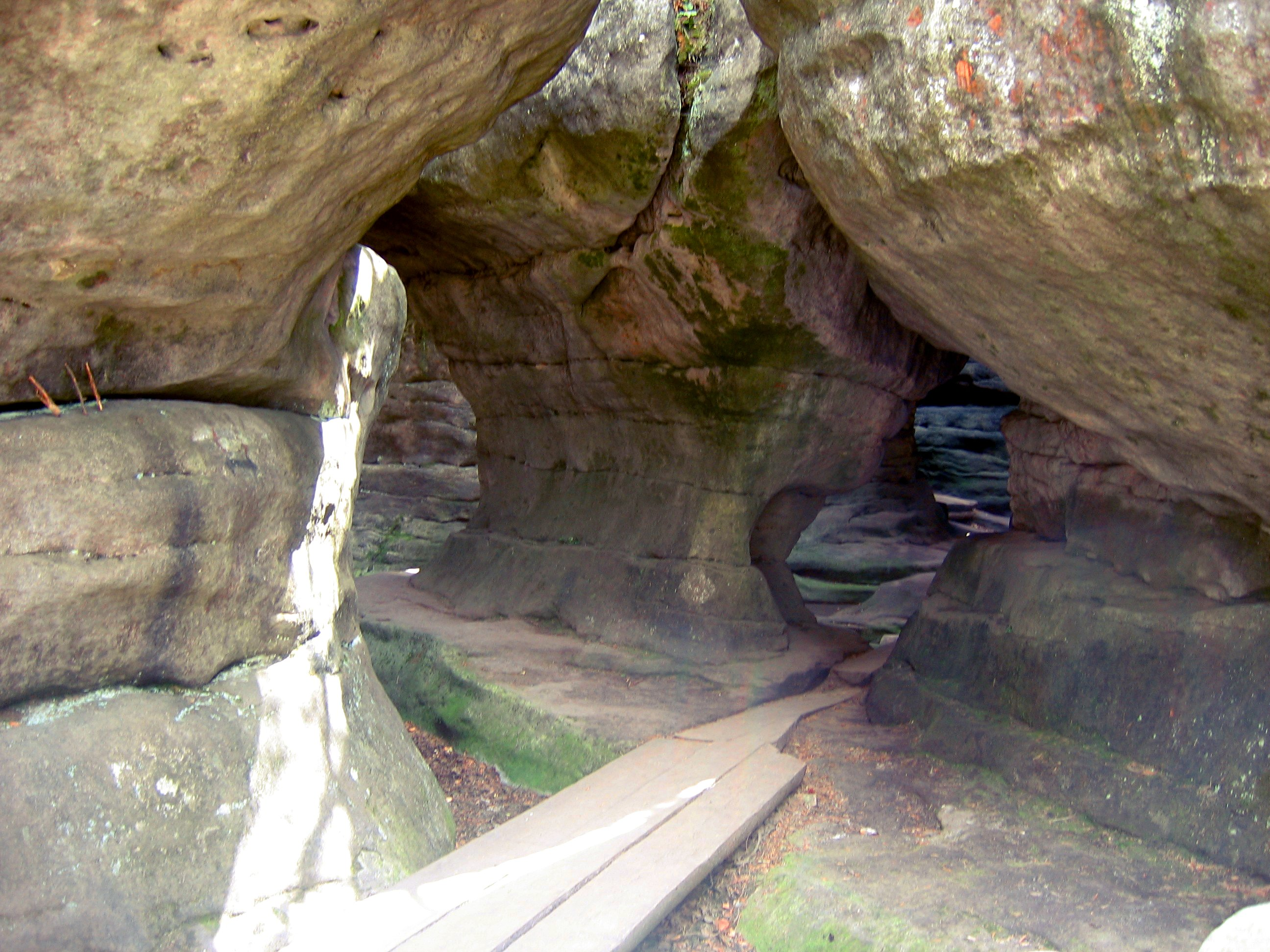
Corredores

Durante varios años después de la Segunda Guerra Mundial, Błędne Skały fueron llamadas con mayor frecuencia Wilcze Doły (español: Agujeros de Lobo). Este término fue utilizado por soldados de las Fuerzas de Protección de Fronteras en informes de situación, por periodistas en comunicados de prensa y por algunos autores de guías, como Anna e Ignacy Potocki. A veces se comparaba a Błędne Skały con las ruinas de un castillo. Según la leyenda, Błędne Skały fueron creados por Rübezahl.

## Curiosidades
Se han rodado películas en Błędne Skały: Las crónicas de Narnia: El príncipe Caspian, Przyjaciel wesołego diabła y Spellbinder (polaco: Dwa światy).

## Bibliografía

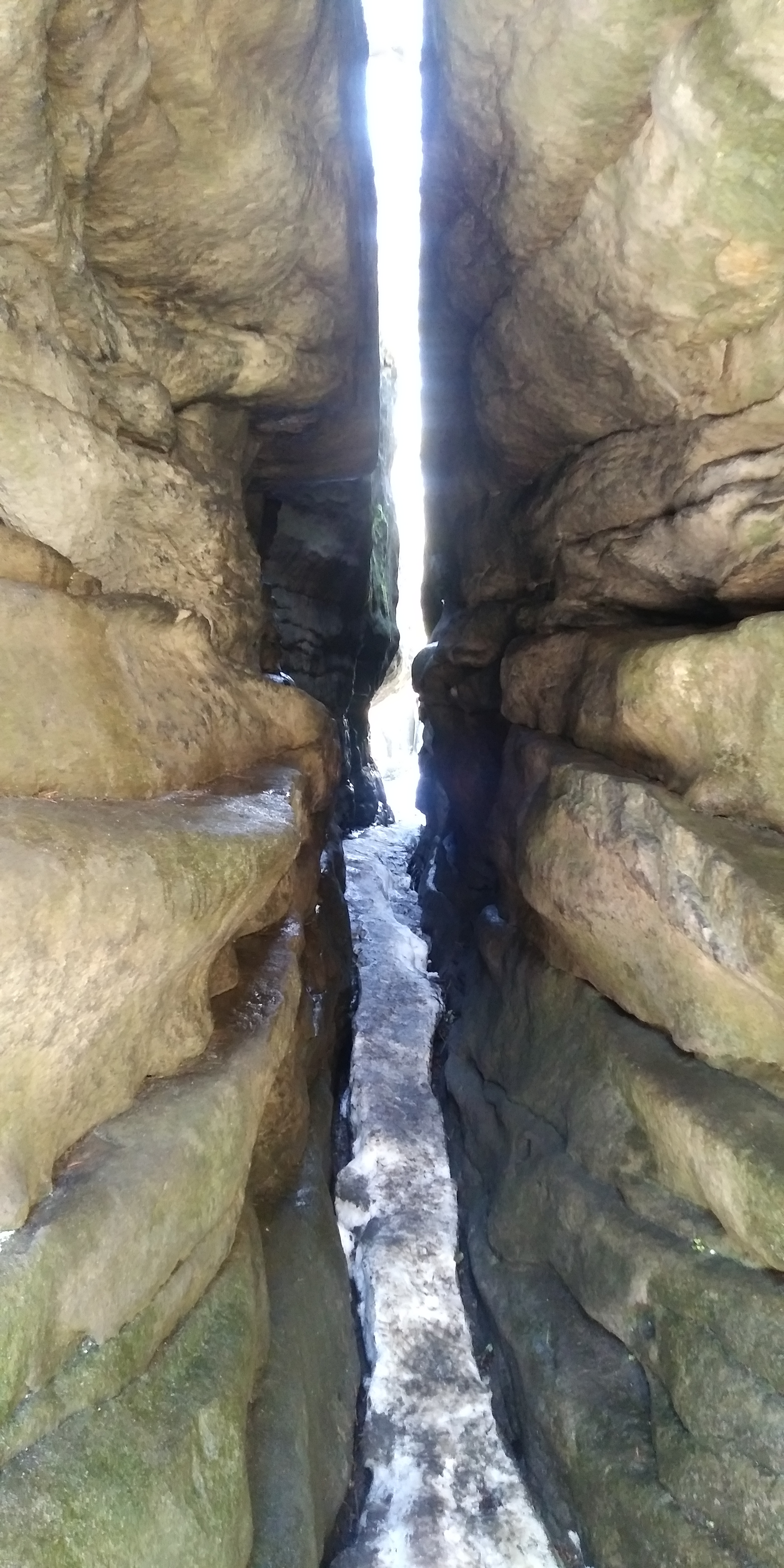
Błędne Skały - primer día de primavera